# Rezolucija Vijeća sigurnosti UN-a 1423
Rezolucijom Vijeća sigurnosti UN-a 1423, jednoglasno usvojenom 12. srpnja 2002., nakon pozivanja na rezolucije 1031 (1995.), 1035 (1995.), 1088 (1996.), 1103 (1997.), 1107 (1997.), 1144 (1997.), 1168 (1998.), 1174 (1998.), 1184 (1998.), 1247 (1999.), 1305 (2000.), 1357 (2001.) i 1396 (2002.), Vijeće je produžilo mandat Misije Ujedinjenih naroda u Bosni i Hercegovini (UNMIBH) na razdoblje do 31. prosinca 2002. i ovlaštene države koje sudjeluju u Stabilizacijskom procesu pod vodstvom NATO -a Snaga (SFOR) da to nastavi sljedećih dvanaest mjeseci.
Usvajanje rezolucije odgođeno je zbog veta Sjedinjenih Američkih Država koji se odnosio na imunitet svojih mirovnjaka od Međunarodnog kaznenog suda (ICC), čiji je Statut stupio na snagu 1. srpnja 2002. Sadašnja rezolucija odobrena je nakon usvajanja Rezolucije 1422 (2002) kojom se daje imunitet državljanima zemalja koje nisu bile stranke Statuta ICC-a.

## Rezolucija

### Zapažanja
Vijeće sigurnosti istaknulo je važnost Daytonskog sporazuma (Općeg okvirnog sporazuma) i pozdravilo pozitivan doprinos Hrvatske i Savezne Republike Jugoslavije ( Srbije i Crne Gore) u mirovnom procesu u Bosni i Hercegovini . Situacija je nastavila predstavljati prijetnju miru i sigurnosti i Vijeće je bilo odlučno promicati mirno rješenje sukoba. Pozdravila je odluku Vijeća Europe da primi Bosnu i Hercegovinu u članstvo i da u potpunosti ispuni standarde moderne demokracije.

### Djela
Djelujući prema Poglavlju VII Povelje Ujedinjenih naroda, Vijeće je podsjetilo vlasti u Bosni i Hercegovini i druge na njihovu odgovornost za provedbu Daytonskog sporazuma. Naglašena je uloga Visokog predstavnika za Bosnu i Hercegovinu u praćenju njegove provedbe. Također je dala važnost suradnji s Međunarodnim kaznenim sudom za bivšu Jugoslaviju.
Vijeće sigurnosti je pohvalilo zemlje koje sudjeluju u SFOR-u da nastave svoje operacije dodatnih dvanaest mjeseci; produžit će se i nakon ovog datuma ako to opravdava situacija u zemlji. Također je odobrio korištenje potrebnih mjera, uključujući upotrebu sile i samoobranu, kako bi se osiguralo poštivanje sporazuma i sigurnost i sloboda kretanja osoblja SFOR-a. U isto vrijeme, mandat UNMIBH-a, koji je uključivao i mandat Međunarodnih policijskih snaga (IPTF), produžen je do 31. prosinca 2002. godine. Zemlje su pozvane da osiguraju obuku, opremu i potporu lokalnim policijskim snagama u Bosni i Hercegovini, a od glavnog tajnika Kofija Annana zatraženo je da dostavi izvješća visokog predstavnika za Bosnu i Hercegovinu.
Rezolucija je nadalje pozdravila ponudu Europske unije da uspostavi Policijsku misiju Europske unije u Bosni i Hercegovini od 1. siječnja 2003. godine koja će naslijediti UNMIBH.

## Vanjske poveznice
| Wikizvor | Engleski Wikizvor ima izvorni tekst na temu: United Nations Security Council Resolution 1423 |

- Text of the Resolution at undocs.org